# 鳥居禅尼
鳥居禅尼（とりいぜんに、生没年不詳）、平安時代末期から鎌倉時代初期にかけての女性。丹鶴姫と出家前は呼ばれた。源為義の娘で、源義朝の異母姉とも妹ともいう。源平の乱の際に反平氏をよびかける以仁王の令旨を諸国の源氏に伝え歩いた源行家（源義盛）は同母弟。

## 生涯
1140年代に、新宮在庁・社僧として熊野速玉大社の社僧や神官などを束ねていた行範（1115年 - 1173年、16代熊野別当長範〈1089年 - 1141年〉の嫡男）と結ばれ、「たつたはら（立田原）の女房」とよばれた。1140年代中頃から、範誉、行快（1146年 - 1202年）、範命（1148年 - 1208年）、行遍、行詮、行増らの男子と、数人の女子を次々ともうけた。娘の1人は、18代熊野別当湛快（1099年 - 1174年）の次男湛増（21代熊野別当）の妻になった。承安2年（1172年）、湛快の引退後、夫・行範は19代熊野別当に就任したが、承安3年（1173年）に死去した。
行範の死後、「たつたはらの女房」はすぐさま剃髪して鳥居禅尼と名乗り、菩提寺の東仙寺（旧新宮城付近にあったといわれるが、現在、鳥居禅尼の祈念仏といわれる阿弥陀如来仏・薬師如来仏などが同寺にまつられている）に入り、行範の菩提を弔いつつ、後家として一家の要の位置を占め、子供たちを育てた。鳥居禅尼の子には、那智の有力社僧に養子に入り後に那智執行となった範誉を筆頭に、弓の名手として伊勢の海賊から恐れられたと『古今著聞集』に記された行快（後の22代熊野別当）、さらには範命（後の23代熊野別当）、『新古今和歌集』の歌人として有名になった行遍、後の権別当の行詮、同じく権別当の行増などがいる。
鳥居禅尼は治承・寿永の乱後、乱中の数々の功績によって、甥に当たる将軍源頼朝から紀伊国佐野庄および湯橋（1190年）、但馬国多々良岐庄（1194年）などの地頭に任命され、鎌倉幕府の御家人になった（『吾妻鏡』）。
承元4年（1210年）、幕府は鳥居禅尼の願いをいれ、これらすべての知行地の地頭職を養子に譲補することを認めた。養子の名前はわからないが、行詮の子の行忠か長詮が養子とされたと思われる（『吾妻鏡』）。
新宮別当家は、こうした鳥居禅尼の働きにより鎌倉将軍家の一族として手厚く遇され、熊野三山内外にその勢力を伸ばしていったものと思われる。鳥居禅尼は女性なので別当にこそなれなかったが、熊野三山統轄機構の中枢部にいた夫の行範や義弟の範智（20代熊野別当）、それに娘婿の湛増（21代熊野別当）、さらには子や孫を通じてその影響力を大いに発揮し、1210年頃、かなりの高齢で死去したと伝えられる。